# Taifa di Santa María del Algarve
La Taifa di Santa María del Algarve (in arabo شنتمرية الغرب‎?) era un regno Andaluso Islamico taifa situato nell'attuale Portogallo meridionale. Divenne indipendente come taifa centrata sulla città moresca di Santa Mariya al-Garb (Santa María de Occidente, l'attuale Faro) dopo la caduta degli Omayyadi del Califfato di Cordova (XI secolo), tra il 1016 ed il 1052 quando fu annessa alla Taifa di Siviglia. 

Il suo territorio era situato nella parte orientale dell'attuale Distretto di Faro

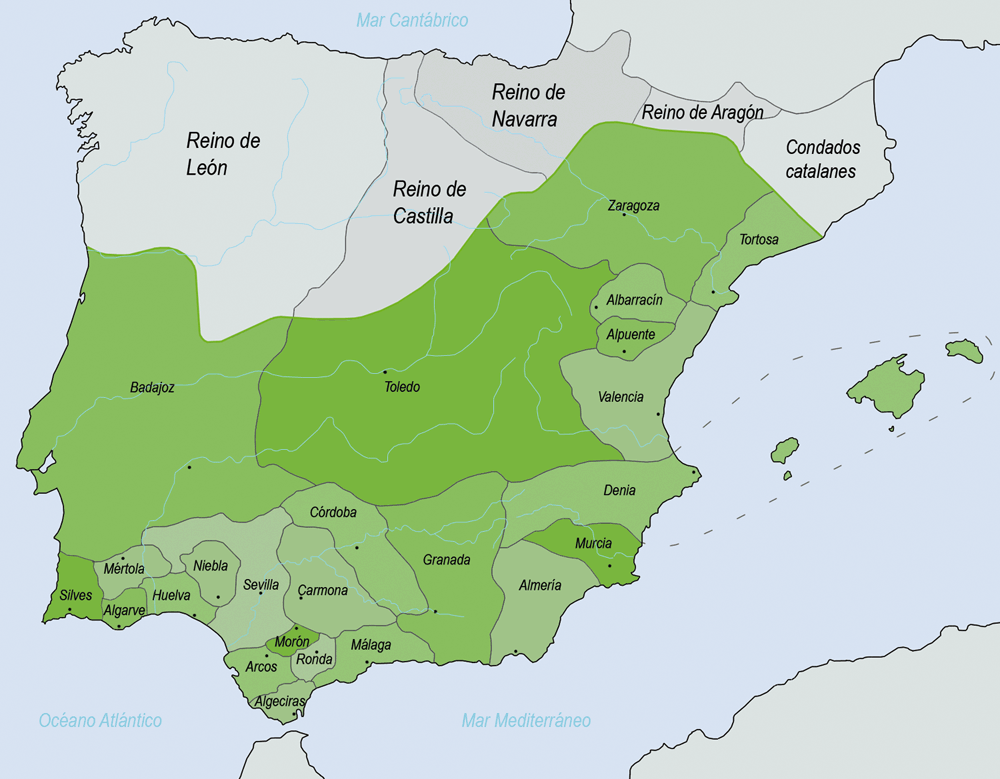
Taifa di Santa María del Algarve (Algarve) nel 1031

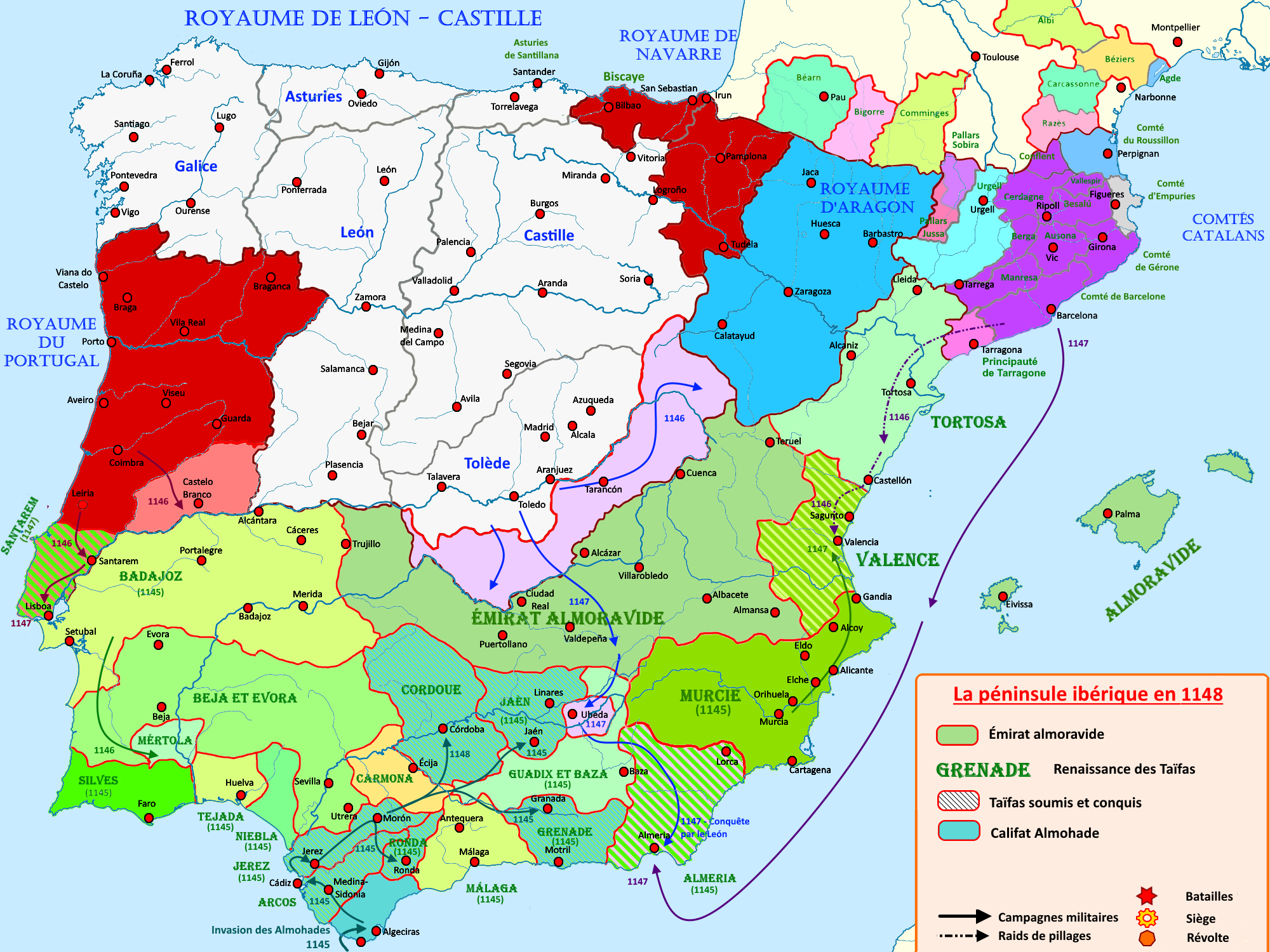
Taifa di Silves, nel 1148.

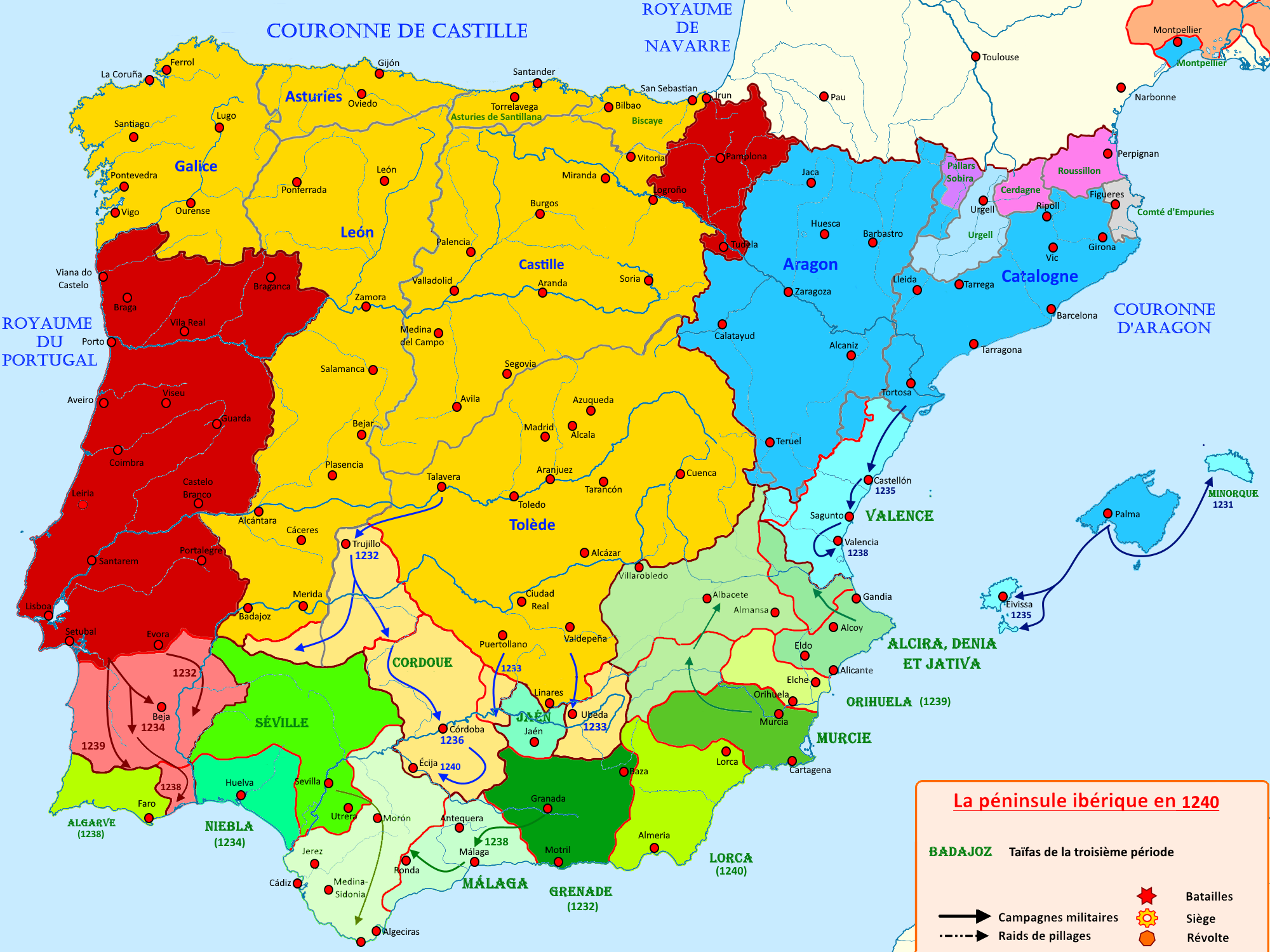
Taifa di Algarve, nel 1240.

## Storia
Nel periodo iniziale della fitna di al-Andalus, descritta dallo storico Rafael Altamira, nel 1009, l'abdicazione del califfo Hisham II, imposto dal colpo di Stato di Muhammad II al-Mahdí, provocò una grande crisi in al-Andalus che diede il via alla frammentazione politica del califfato e ad un periodo di oltre due decenni delle guerre civili (fitna). Il regno taifa di Santa María del Algarve fu uno di quegli stati generati attorno all'attuale città di Faro, che, a quel tempo, dopo la conquista araba, era Santa Mariya al-Garb (Santa Maria dell'Ovest), per differenziarla da (Santa María de Oriente) o Albarracín. 
Sulayman al-Mustaín, alla fine del suo secondo califfato, nel 1016, secondo il Resumen del Reino taifa de Santa María del Algarve consegnò il suo governo della città e dintorni a un personaggio altamente arabizzato di Mérida, forse un muladi (un cristiano indigeno convertitosi all'Islam dopo la conquista musulmana) chiamato Said ben Harun.

Said ben Harun), dopo l'esecuzione di Sulayman al-Mustaín da parte del nuovo califfo berbero Ali ben Hammud, nel 1016, si dichiarò indipendente. Il suo regno durò circa ventiquattro anni senza che si riscontrasse alcun evento degno di menzione. Intorno al 1041 o 1042 Said morì, gli succedette il figlio Muhammad.
Muhammad ben Said al-Mutasim (1041/2-1052) succedette a suo padre Said ben Harun e prese il titolo onorifico di al-Mutasim. Fonti arabe descrivono il suo regno in modo molto positivo per il suo particolare senso di giustizia e ordine.

Durante il suo regno subì, come altri regni di taifa, i continui attacchi di Siviglia sino a quando Abbad II al-Mu'tadid, emiro della Taifa di Siviglia, nel suo desiderio espansionista, con la sua politica di annessione delle piccole taife, conquistò e annesse l'Algarve, come riporta il Muslim Spain and Portugal: A Political History of al-Andalus; infatti, nel 1052, non essendo in grado di difendere il suo regno, Muhammad ben Said al-Mutasim negoziò l'annessione del suo regno alla taifa di Siviglia, morendo pochi anni dopo.
Dal 1066, la Taifa di Santa María del Algarve fu sotto il controllo forzato di Siviglia, di Muhammad al-Muʿtamid sino a quando l'almoravide, Yūsuf ibn Tāshfīn, tornò in al-Andalus, e, come riporta Rafael Altamira iniziò ad occupare i vari regni di Taifa e nel 1091 costrinse al-Muʿtamid ad abdicare come riporta la The History Of The Mohammedan Dynasties In Spain Vol II, e la taifa fu parte del califfato Almoravide.
Quando l'Impero almoravide perdette vigore vi fu un secondo periodo di espansione dei regni che viene ricordato come Seconda Taifa, nel quale anche Silves (comprendente Santa María del Algarve) si rese indipendente, nel 1145, espellendo gli Almoravidi.

L'indipendenza durò solo alcuni anni in quanto gli Almohadi, tra il 1151 ed il 1155, occuparono al-Andalus, ricostituendo il califfato.
Quando l'Impero almohade perdette vigore, dopo la sconfitta subita a Las Navas de Tolosa vi fu un terzo periodo di espansione dei regni di taifa e l'Algarve si rese indipendente per un breve periodo (circa dieci anni), sino a quando fu riconquistato da Ferdinando III di Castiglia, per poi passare al Regno del Portogallo, alcuni anni dopo.

### Fonti primarie
- (EN)  The History Of The Mohammedan Dynasties In Spain Vol II
- (EN)  Muslim Spain and Portugal: A Political History of al-Andalus

### Letteratura storiografica
- Rafael Altamira, "Il califfato occidentale", in: «Storia del mondo medievale», Cambridge History of Middle Age, vol. II, 1999, pp. 477–515.]
- Rafael Altamira, La Spagna (1031-1248), in "Storia del mondo medievale", vol. V, 1999, pp. 865–896
- La recomquista